# 木更津市農業協同組合
木更津市農業協同組合（きさらづしのうぎょうきょうどうくみあい、JA木更津市、木更津市農協）は、千葉県木更津市長須賀に本所を置く農業協同組合。

## 店舗
- 本店　木更津市長須賀382
- 岩根支店　木更津市本郷2丁目4-28
- 中央支店　木更津市長須賀382
- 清川支店　木更津市中尾1919-2
- 真船支店　木更津市幸町2丁目1-1
- 金田支店　木更津市中島1553
- 太田支店　木更津市東太田2丁目17-2
- 富来田支店　木更津市真里谷108
- 営農館　木更津市長須賀382
- 生活館　木更津市長須賀382
- 中郷経済センター　木更津市井尻503
- 富来田経済センター　木更津市真里谷108
- 中郷農機センター　木更津市井尻525-1
- 富来田農機センター　木更津市下内橋100-1
- 中郷給油所　木更津市井尻524
- 福祉会館　木更津市清見台東3丁目2-16

## 本店へのアクセス
- JR木更津駅西口より日東交通・小湊バス「清見台団地行」で木更津農協前下車。